# Fisklösen (Älvdalens socken, Dalarna, 682204-136973)
Fisklösen är en sjö i Älvdalens kommun i Dalarna och ingår i Dalälvens huvudavrinningsområde.